# 시사방봉
시사방봉(라오어: ພຣະບາທສົມເດັຈພຣະເຈົ້າມະຫາຊີວິຕສີສວ່າງວົງສ໌, 라틴어: Sisavang Vong, 1885년 6월 14일 - 1959년 10월 29일)은 루앙프라방 왕국의 국왕으로, 입헌군주제인 라오스 왕국의 초대 국왕이 되었다.

## 생애
1904년, 프랑스령 인도차이나를 구성하는 프랑스의 보호국이었던 루앙프라방 왕국의 국왕으로 즉위한다.
제2차 세계 대전 말기인 1945년 3월 9일 일본군이 명호작전을 발동하여 인도차이나에 주둔한 프랑스군을 공격하여, 쫓아냈다. 당시 라오스는 교통이 불편한 산지였기 때문에 일본 특사가 라오스 왕궁에 도착한 것은 3월 20일경으로 특사는 국왕에게 프랑스 군을 몰아냈다고 전했지만, 시사방봉은 처음에는 이를 믿지 않았다. 그러나 4월 7일 일본군 부대가 전개된 모습을 보고, 영사의 말을 신뢰하기 시작했고, 다음날 8일에 라오스 왕국의 ‘독립선언’을 했다. 그러나 일본의 패전 후 독립을 철회하게 된다. 그 후 1949년에 다시 라오스 왕국을 건국하고 입헌군주로서 초대 국왕이 되었다.
1959년에 사망했고, 그의 아들 사방 밧타나가 왕이 되었다.